# Pidilidi (kniha)
Pidilidi (anglicky The Borrowers) je kniha pro děti, kterou napsala anglická spisovatelka Mary Nortonová, původem z Londýna. Kniha poprvé vyšla v roce 1952 a vypráví o malých bytostech, které žijí skrytě v lidských domácnostech a půjčují si od lidí vše, co potřebují k životu. Jakmile je však lidé přistihnou, musí dům opustit. Jednoho dne si všimne otce Luska lidský chlapec, který leží doma nemocný. Ten naštěstí rodinku nevyžene, ale vyděšenému otci pidilidí rodinky dokonce pomůže. Na další lov s sebou vezme pan Lusk i dceru Arielku a díky tomu se začne pididívenka s lidským chlapcem přátelit. Netuší však, že tím vzbudí pozornost u jiných obyvatel domu, kteří nejsou pidilidem zdaleka tolik nakloněni.
Přestože je příběh především zábavný, zachycuje i lidskou chamtivost. Knihu ilustroval František Skála a do češtiny ji přeložila Kateřina Závadová. Autorka později o Pidilidech napsala ještě čtyři navazující knihy. Kniha se stala také předlohou pro velmi úspěšný, stejnojmenný film.

## Děj
V Anglii, v jednom starém domě bydlí stará paní Žofie, kuchařka paní Drdlová a zahradník Krapítek. Kromě nich tam však žijí také rodinky pidilidí, o kterých nemají lidé ani tušení. V tomto domě chodí půjčovníčci tajně na výpravy, při kterých si půjčují od lidí vše, co potřebují k životu. Jednoho dne se otec Lusk vrátí z půjčovací výpravy velmi vyděšený, protože ho zahlédl lidský chlapec, který přijel na návštěvu k tetě Žofii.
O několik dní později se rodiče Arielky rozhodnou, že Arielka půjde společně s otcem Luskem na půjčovací výpravu. Ta se při výpravě setká s lidským chlapcem, nejdříve mají oba obavy, ale nakonec se spřátelí. Domluví se, že Arielka bude chlapci pravidelně číst knihy. Přátelství Arielky a lidského chlapce bohužel vzbudí pozornost u dospělých, kteří žijí v domě. Když otec Lusk jednoho dne přistihne Arielku s chlapcem, začíná se společně s matkou obávat, že se budou muset přestěhovat do jiného domu. Po nějaké době chlapec ale začne půjčovníčkům pomáhat a pravidelně jim nosí různé dárky. Pidilidí rodinka je z těchto dárků velmi nadšená a jsou rádi, že se Arielka s chlapcem spřátelila.
Jednoho dne ale půjčovníčky objeví jeden z obyvatelů domu. Ten zavře chlapce v jeho pokoji, aby nemohl pidilidem pomoct při útěku. Mezitím si najme lapače krys, aby chytil malé človíčky do pasti. Když se chlapci podaří uniknout ven, aby zkusil zachránit pidilidi, násilím ho zatáhne řidič do taxíku a odveze ho. Osud malých bytostí pro něj tedy zůstává neznámý.

## Přijetí díla
Dílo získalo velmi pozitivní ohlasy jak od dětských tak i dospělých čtenářů. V roce 1952 vyhrálo Carnegie Medal od Library Association, což je ocenění za vynikající dětskou knihu roku od britského autora. Poté při oslavách výročí udělení ceny v roce 2007 bylo dílo jmenováno jako jedno z deseti nejlepších děl oceněných touto cenou. Díky skvělým ohlasům se dílo také dočkalo několika filmových adaptací. Nejznámější filmová adaptace této knihy, film Pidilidi, byla natočena v roce 1997 ve Velké Británii. Existuje také japonské anime zpracování, Arrietty ze světa půjčovníčků, z roku 2010.
Kritik A. N. Wilson uvedl, že Pidilidi jsou „jednou z nejbrilantnějších evokací“ poválečných časů „utahování opasků“ ve Velké Británii. Doboví čtenáři, kteří se museli se potýkat s nevyhovujícím bydlením a malými porcemi jídla v rámci přídělového systému, se v knize setkávali s důvěrně známou situací, kdy malá rodina stojí sama proti světu.